# Ernest Victor Hareux
Ernest Victor Hareux , né le 20 février 1847 à Paris et mort le 16 février 1909 à Grenoble, est un peintre paysagiste français.

## Biographie

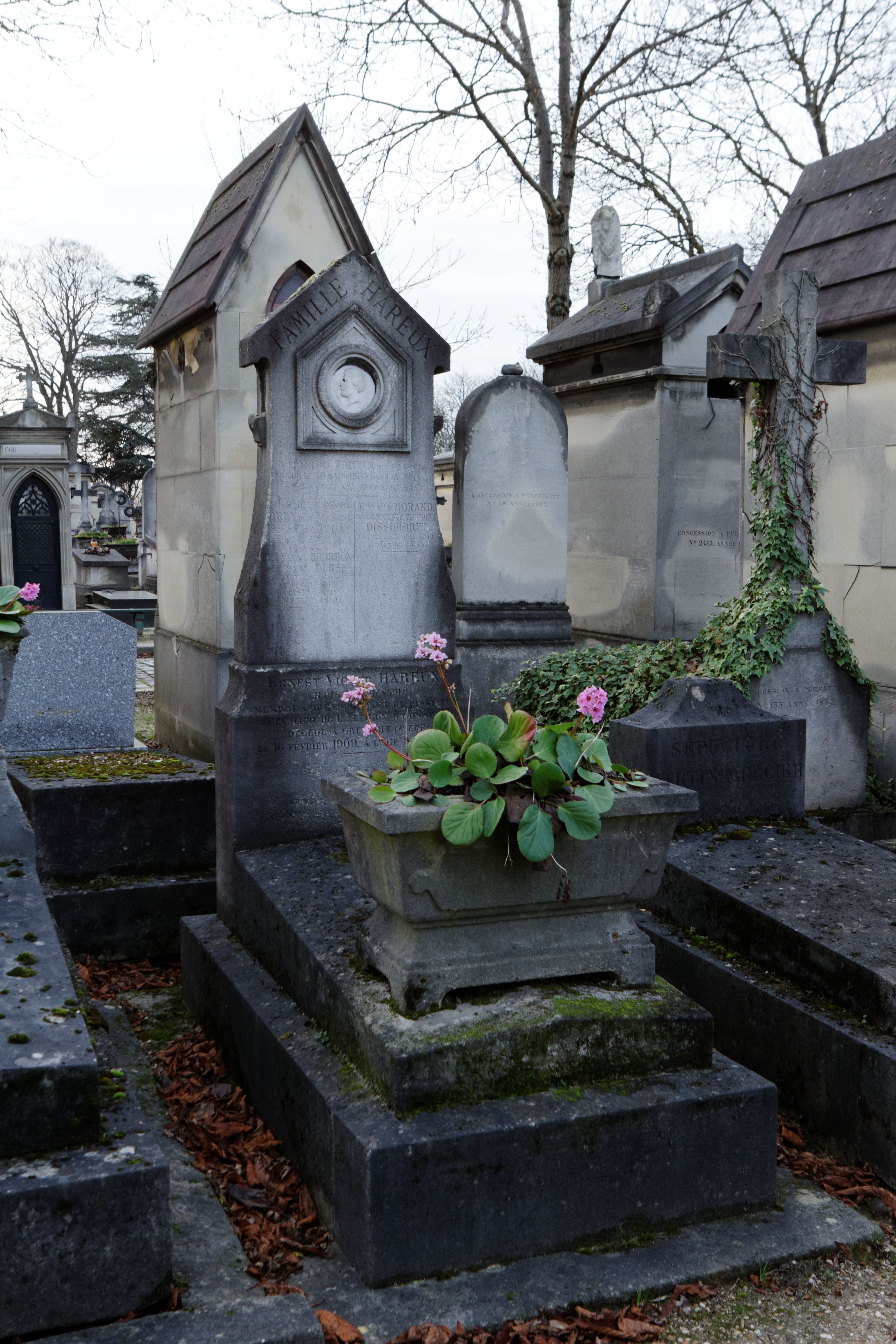
Tombe au cimetière du Père-Lachaise.

À 10 ans il dessine déjà. C'est un admirateur d'Alexandre Calame et Gustave Doré. Il étudie à Paris auprès de Charles Busson, Émile Bin, Léon Germain Pelouse, Trottin et Levasseur. Il présente sa première œuvre au Salon de 1868 et obtient une médaille de 3e classe lors de celui de 1880. Il se spécialise dans le paysage et devient membre de la Société des artistes français en 1883.
Il peint en Normandie et dans la Creuse, où il rejoint l'École de Crozant et rencontre Laurent Guétal, qui l'invite à Grenoble en 1887. Le mauvais temps qui l'empêche de peindre semble le décourager, mais il revient dès l'année suivante. Il finit par devenir un peintre de montagne, ami de Théodore Ravanat et des autres peintres de l'école de Proveysieux.
Il intègre ainsi l'école dauphinoise, qui compte aussi parmi ses membres Charles Bertier, Jean Achard et quelques autres. Ils furent parfois appelés paysagistes dauphinois.
Il publie sept traités de peinture qui font référence (cours complet de peinture à l'huile, l'art, la science, le métier du peintre, etc.) Il illustre des livres de montagne.
Hareux est surtout connu pour ses peintures de montagne. Membre fondateur de la Société des peintres de la montagne, il voyait dans les paysages alpestres une puissance décorative très imposante qui se prête admirablement aux peintures théâtrales ou panoramiques.
Il est nommé chevalier de la Légion d'honneur le 11 octobre 1906.
Il est élu le 1er mars 1907 au fauteuil 48 de l'académie Delphinale.
Il est inhumé au cimetière du Père-Lachaise à Paris (82e division) auprès de sa première épouse Éléonore Druy et de sa belle-mère Annette Victoire Dissoubret veuve Morand. Sa 2e épouse Anna Marguerite Morand dite Jack (ou Jacqueline) Morand, femme de lettres, née le 30 décembre 1855 à Paris (2e) est décédée à Crozant (Creuse) le 1er février 1894.
Une rue de Grenoble porte son nom.
Parmi ses œuvres, on peut citer :
- Le chemin du Petit Séminaire (Grenoble)
- Le torrent des Étançons
- Crépuscule d'hiver à Grenoble
- La Romanche à Livet
- Une mare à Fresselines (Creuse)
- Crépuscule dans la vallée de la Grave, huile sur bois; 27 x 41 cm, Gray (Haute-Saône), musée Baron-Martin

André Albertin fut son élève.

## Iconographie

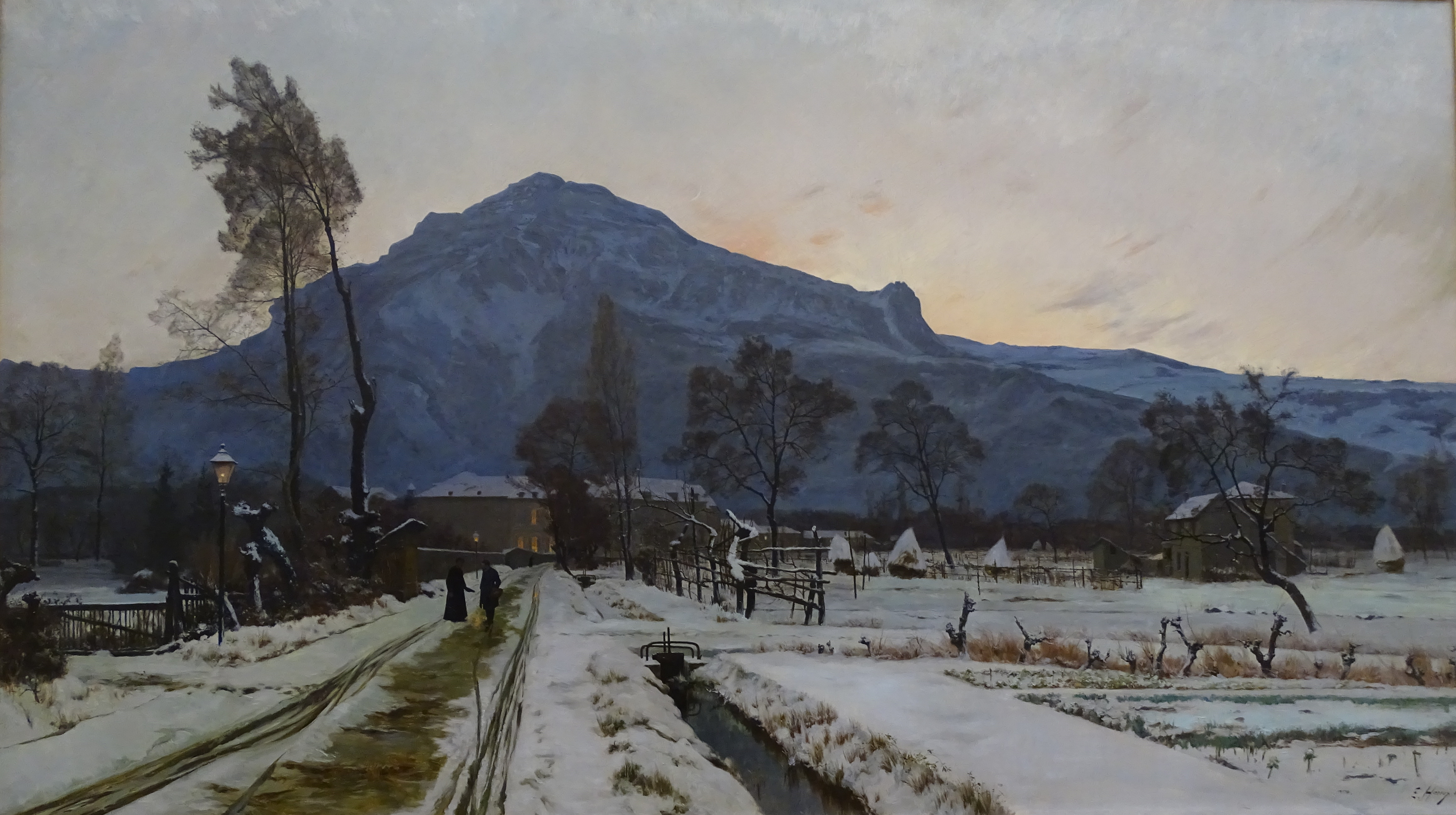
L'abbé Guétal et Ernest Hareux sur le chemin du petit séminaire du Rondeau, huile sur toile d'Ernest Hareux, (musée de Grenoble).

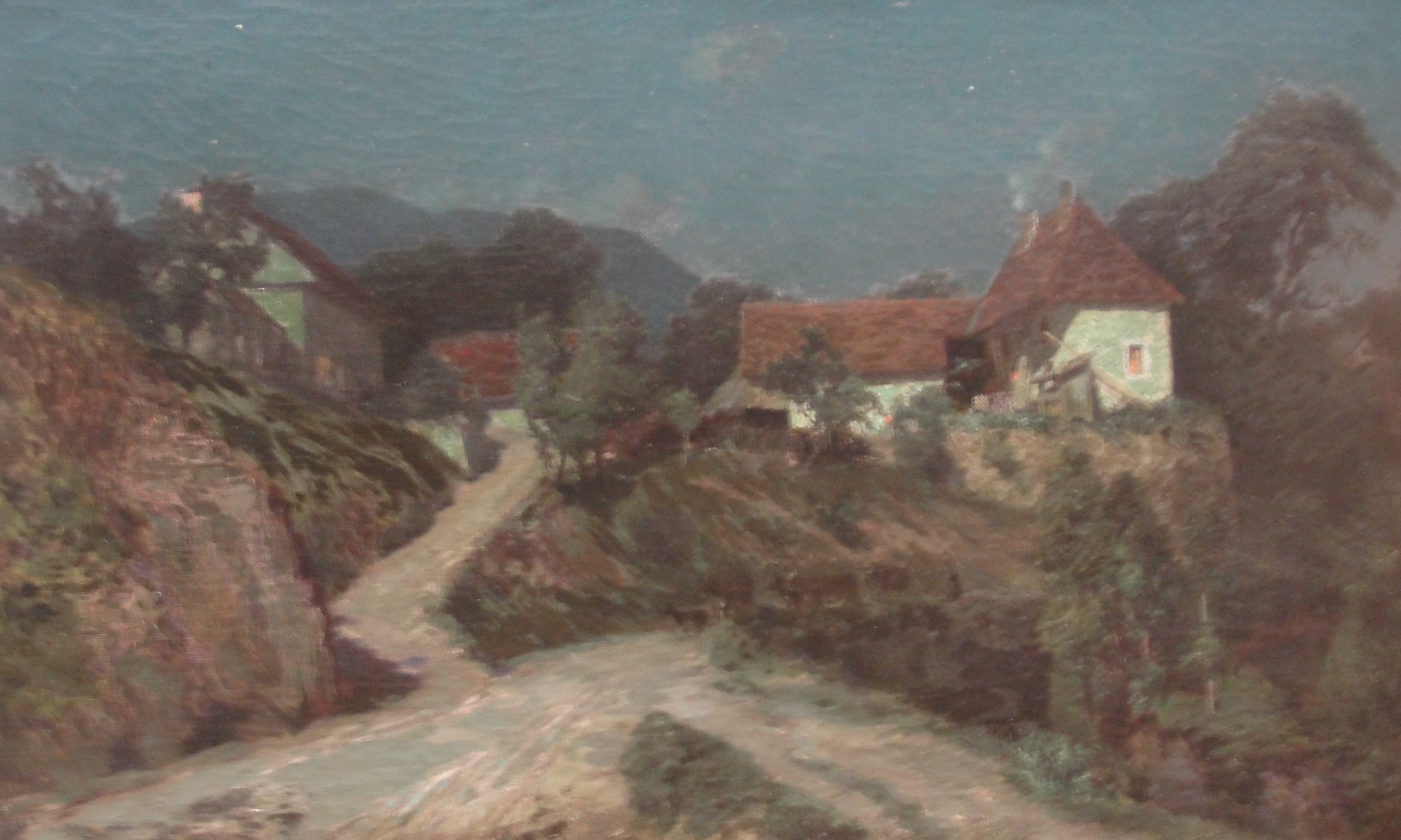
Nuit claire a, vers 1902

- Henri-Constantin Renard-Brault, Portrait d'Ernest Hareux, huile sur toile. Coll. musée de Grenoble.